# Mizar
Mizar (arap. mi’zar: pojas) (Mirak /arap. al-marāqq: slabine, stariji naziv zvijezde/, Zeta Velikog medvjeda, ζ Ursae Majoris), zvijezda u repu Velikoga medvjeda (odnosno u rudu Velikih kola), prividne magnitude 2,23. Pokraj Mizara golim okom se zapaža zvijezda Alkor (od arap. al-ẖawwāra: slaba), prividne magnitude 3,99. Te su dvije zvijezde međusobno udaljene približno jednu svjetlosnu godinu, a od Zemlje približno 83 svjetlosne i udaljavaju se radijalnom brzinom –6,3 km/s. Za jedan obilazak oko zajedničkog težišta potrebno im je više od 2 milijuna godina. U malom dalekozoru Mizar će nam se pokazati kao dvojna zvijezda (razdvojena za 15”); govorimo o dvije komponente Mizara, komponenti A i komponenti B. No svaka od spomenutih zvijezda ima pratioca ili pratioce. Mizar A ima jednog pratioca, Mizar B dva pratioca, a Alkor jednoga. Sve njih nećemo vidjeti našim dalekozorom; otkriveni su posebnim mjerenjima. Dakle, Mizar i Alkor nalaze se u višestrukom sistemu zvijezda. Dio Velikog medvjeda naziva se Velika kola.  Mizar je četverostruki zvjezdani sustav, a Alkor dvostruki. Par zvijezda Mizar Aa i Mizar Ab udaljen je od para Mizar Ba i Mizar Bb oko 380 astronomskih jedinica te su potrebne tisuće godina da parovi obiđu jedan oko drugoga. Članovi parova relativno su blizu, zvijezde Mizar Aa i Mizar Ab obilaze jedna oko druge za približno 21 dan, a zvijezde Mizar Ba i Mizar Bb za približno 176 dana. Smatra se da je zvjezdani sustav star približno 370 milijuna godina.